# Куп домаћих нација 1906.
Куп домаћих нација 1906. (службени назив: 1906 Home Nations Championship) је било 24. издање овог најелитнијег репрезентативног рагби такмичења Старог континента.
Прво место су поделили Ирци и Велшани.

## Такмичење
Енглеска - Велс 3-16
Велс - Шкотска 9-3
Енглеска - Ирска 6-16
Ирска - Шкотска 6-13
Ирска - Велс 11-6
Шкотска - Енглеска 3-9

## Табела
|   | Селекција                     | ИГ | Д | Н | И | ПД | ПП | ПР  | Б |
| - | ----------------------------- | -- | - | - | - | -- | -- | --- | - |
| 1 | Рагби репрезентација Ирске    | 3  | 2 | 0 | 1 | 33 | 25 | +8  | 4 |
| 2 | Рагби репрезентација Велса    | 3  | 2 | 0 | 1 | 31 | 17 | +14 | 4 |
| 3 | Рагби репрезентација Шкотске  | 3  | 1 | 0 | 2 | 19 | 24 | -5  | 2 |
| 4 | Рагби репрезентација Енглеске | 3  | 1 | 0 | 2 | 18 | 35 | -17 | 2 |